# Радовишани
Радовишани (единствено число радовишанец/радовишанчанка) са жителите на град Радовиш, Северна Македония. Това е списък на най-известните от тях.

## Родени в Радовиш
А — Б — В — Г — Д —
Е — Ж — З — И — Й —
К — Л — М — Н — О —
П — Р — С — Т — У —
Ф — Х — Ц — Ч — Ш —
Щ — Ю — Я

### А
- Ана Поцкова (1926 – 1944), югославски партизанин, Струмишки партизански отряд[1]
- Анастасий Струмишки (Спас Струмишки) (1774 – 1794), християнски новомъченик
- Александър Караманов (1927 – 1944), югославски партизанин, български поет

### Б
- Бекир, български революционер, деец на ВМРО[2]

### В
- Вангя Чашуле (1923 – 1986), югославска публицистка и партизанка
- Васил Лахтов (1914 – 1964), югославски археолог
- Васил Тоше Поче, сарафин, махала Чаршия, българин, православен, арестуван на 2 юни 1903 година, обвинен в „пазене вкъщи на брой от вестник „Реформи“, който се издава в България, и който съдържа вредни статии против османското правителство“, осъден на 1 година затвор, амнистиран с общата амнистия от 12 април 1904 година[3]

### Г
- Георги Вангелов, деец на ВМОРО, член на околийския комитет през лятото на 1898 година[4]
- Георги Хаджиманчев Георгиев (1867 – след 1943), български революционер, деец на ВМОК
- Георги Здравев (р. 1941), етнограф от Северна Македония
- Георги Урумов, български общественик и учител
- Георги Хаджиевтимов, деец на ВМРО

### Д
- Димитър Николов (1886 – ?), завършил математика в Белград в 1908 г.[5] и в София в 1914 г.[6]
- Димитър Ташев (1887 – 1966), български революционер и духовник
- Димитър Филипов, български учител в Петрич[7] (1871 – 1876), брат му Кирил Филипов също е учител в Петрич[8]
- Димитър Хаджигригоров (1888 – 1961), български юрист и общественик, председател на българския акционен комитет в Щип[9]
- Димитър Шатоев (1876 – 1922), български революционер и духовник

### З
- Зоица Иванова (1882 – ?), българска учителка и революционерка
- Зоица Попкостадинова Пенкова, българска учителка и революционерка

### И
- Иван Попевтимов (1886 – 1944), български революционер
- Илия Кокошанов, български революционер от ВМОРО, четник на Никола Георгиев Топчията[10]
- Илия Кютюкчиев (1877 – ?), български евангелски проповедник
- Илия Христофоров (1879 – 1953), български просветен деец
- Илхами Емин (р. 1931), поет и преводач от Северна Македония от турски произход

### К
- Ката Лахтова (1924 – 1995), югославска политичка
- Кирил Ципушев (1906 – 1928), български революционер
- Константин Мазнов – Казим или Кязим бей, български революционер от ВМОРО[11][12]
- Конст. Христ. Сребрев, български революционер от ВМОРО, четник на Мише Развигоров[13]
- Костадин Илиев (1872 – ?), български революционер
- Коце Зафиров (1869 – 1915), български революционер
- Коце Попандонов, български революционер
- Коце Ципушев (1877 – 1968), български революционер

### М
- Михаил Шатоев, български книжовник

### Н
- Никола Василев, български революционер[14]
- Никола Георгиев (1881 – 1932), български революционер
- Никола Казанджиев (1879 – 1971), български революционер
- Никола Христов – Страхил (1877), член на Тайния македоно-одрински студентски кръжок в Санкт Петербург през 1900 година[15]

### П
- Петруш Поплазаров, български революционер от ВМОРО

### Т
- Тодор Стефанов, български революционер, деец на ВМОРО
- Томе Даневски (р. 1970), политик от Северна Македония, депутат от ВМРО-ДПМНЕ
- Ташо Андонов Дацов (1865 – 1915), български революционер, деец на ВМОРО

### Х
- Христофор Костадинов (Константинов) Тюфекчиев, участник в църковната борба[16]
- Христо Николов (1872 – ?), български просветен деец
- Христо Урумов, български просветен деец
- Христо Ципушев, български революционер
- Христо Сараманли, федералист в четата на Ване Арсов[17]
- Христо Сребреников, български възрожденски деец

### Ш
- Шевкет Радо (1913 – 1988), турски журналист

### Я
- Яне Темелкович, български учител в Робово от 1866 година[18]

### Македоно-одрински опълченци от Радовиш
- Коце Айтов, 38-годишен, ковач, III отделение, четата на Стамен Темелков, Нестроева рота на 13 кукушка дружина[19]
- Спас Андонов, 57-годишен, жител на София, служещ, I отделение, 1 рота на 7 кумановска дружина, носител на бронзов медал[20]

## Починали в Радовиш
- Атанас Димитров Ангелов, български военен деец, поручик, загинал през Междусъюзническа война[21]
- Васил Димитров Матев, български военен деец, подпоручик, загинал през Междусъюзническа война[22]
- Йосиф Тасев (? – 1908), български духовник и учител, йеромонах
- Димитър Бакърджиев (1880 – 1919), революционер от ВМОРО
- Иван Филчев, български военен деец, подпоручик, загинал през Междусъюзническа война[23]
- Яким Якимов Кесъков, български военен деец, майор, загинал през Междусъюзническа война[24]

## Други
- Христо Алексиев – български просветен деец, учител в Радовиш преди 1878 година